# Горбуненко, Денис Владимирович
Денис Владимирович Горбуненко (род. 9 декабря 1973, Донецк) — известный украинский финансист, банкир, предприниматель и инвестор.

## Биография

### Биография и образование
Родился в семье сотрудника Госбанка СССР Владимира Горбуненко и врача-физиолога Валентины Горбуненко (Ковалевой) в Донецке.
В 1996 году окончил Донецкую государственную академию управления по специальности «Менеджмент в непроизводственной сфере».
В 1997—1998 годах учился в Оксфорде (Oxford Brookes University), получив степень магистра управления (MBA), защитив магистерскую диссертацию по теме «Direct foreign investment as a mode to enter Ukraine”. Учебу оплачивал самостоятельно.

### Профессиональная деятельность
В 1991 году сразу после окончания школы начинает работать на бирже строительных материалов «Алиса» (ООО «ИМПО») в качестве курьера, потом становится брокером и в том же году - партнером основателя биржи Германа Стерлигова. В 1992 году становится заместителем генерального директора ООО «ИМПО».
В феврале 1992 года переходит на работу в донбасский филиал АБ «ИНКО» на должность  ведущего специалиста кредитного отдела. Одним из главных его достижений на этом месте работы стала инициация открытия донбасского филиала банка.
В 1993 году он возглавляет отдел по организации и контролю над работой филиалов АБ «ИНКО», а в январе 1995 года занимает пост Заместителя Управляющего донецкого филиала банка.
В начале 1998 года Денис переезжает в Киев, где начинает работу в АКБ «Киев-Приват» в должности начальника управления пассивов банка, и уже в феврале принимает приглашение возглавить управление международных расчетов и операций в Киевском Международном Банке, основанном в 1996 году голландским Rabobank и Европейским Банком Реконструкции и Развития. Его основной задачей становится  получение необходимых лицензий для кредитной организации, а также начало операционной деятельности.
Во время работы в банке главным его достижением становится проведение сделки по покупке компании «Инкомбанк Украина» (впоследствии - АКБ «Кредитпромбанк»), санированной после кризиса для акционеров концерна «Энерго» (сделка проведена в октябре 1999 года). После покупки он переходит в этот банк, где исполняет обязанности Заместителя Председателя Правления.
В декабре 1999 года Горбуненко утвержден в должности Заместителя Председателя правления,директора департамента международных банковских расчетов и корсчетов ОАО «Кредитпромбанк».
Начиная с 2003 года Горбуненко совмещает свою работу в банке с должностями заместителя Председателя Наблюдательного совета банка и директора финансирования развития ЗАО «Донецксталь» - крупного металлургического завода, входящего в структуру концерна «Энерго», крупнейшего акционера КБ «Кредитпромбанк». В этом же году становится Первым Заместителем Председателя Правления банка.
В 2004 году Горбуненко переходит в «Перкомбанк» (банк «Персональный Компьютер») на должность Заместителя Председателя Правления, где играет ключевую роль при выкупе более 60% банка у прежних владельцев. В середине 2004 года Горбуненко исполняет обязанности Председателя Правления банка. В этом же году банк «Персональный Компьютер» решением собрания акционеров переименован в ОАО «РОДОВИД БАНК» («РОДОВІД БАНК»).
В 2005 году Горбуненко становится акционером ОАО «РОДОВИД БАНК», его доля составляет 9%. В апреле 2006 года доли крупнейших акционеров банка консолидируются в киевской компании ООО «РБ Капитал-Групп», которой принадлежит 76,6% акций банка.
В 2007 году журнал «Фокус» называет «Родовид Банк» самым быстрорастущим банком на Украине. В том же году Горбуненко побеждает в конкурсе «Человек года» в номинации «Финансист года», а также входит в сотню самых богатых людей Украины (по данным журнала Фокус  - 94 строчка рейтинга «130 самых богатых людей Украины», $232 млн.).
В 2008 году Горбуненко становится финалистом Международного конкурса «Предприниматель года 2008» на Украине, организованном Ernst&Young (пятая строчка), а также попадает в рейтинг Forbes, где занимает 78 строчку рейтинга по Украине (180$ млн).
В том же году он покупает 63,33% компании по управлению активами (КУА) «Спарта» и инвестирует в неё около $3 млн..
В 2008 году без согласия Дениса Горбуненко ряд акционеров «РОДОВИД БАНКА» заявляют о намерении продать контрольный пакет акций банка группе компаний Istil Group. Конфликт акционеров приводит к тому, что 13 января 2009 года Горбуненко уходит с поста Председателя Правления «РОДОВИД БАНКА» и начинает заниматься собственными международными финансовыми проектами. В августе того же года он становится советником нового Председателя Правления.

### Общественная деятельность
В настоящее время состоит в Церковном Совете Десятинной це́ркви (церковь Успения Пресвятой Богородицы), занимается вопросами восстановления храма.
С 2005 года был одним из самых активных спонсоров олимпийской и паралимпийской сборных страны.
Совместно с главой наблюдательного совета «Еврокар» Олегом Бояриным выпустил печатный каталог «Лучшие художники Украины: топ-100 имен».

### Политическая деятельность
В начале 2005 года Горбуненко становится одним из основателей политической партии «Виче». В 2006 году он баллотируется в  народные депутаты Украины (№ 5 в избирательном списке партии "Виче"). С 2006-го по 2009-й год был членом Политсовета партии, но в 2009-м партия сменяет главу. В 2020-м году партия изменила название на "Акцент". 

## Интересные факты
В 2007 году Денис Горбуненко стал одним из первых финансовых экспертов Украины, давшим прогноз о надвигающемся финансовом кризисе.